# Janna van Kooten
Janna van Kooten (Niekerk, 14 augustus 2004) is een Nederlandse zwemster en student apothekersassistente aan de Summa Zorg & Welzijn.

## Carrière
Van Kooten deed mee aan de Europese kampioenschappen zwemmen 2022 in Rome, waarop ze werd uitgeschakeld in de heats van 200 en 400 meter vrije slag. Samen met Imani de Jong, Lotte Hosper en Silke Holkenborg zwom ze de 4× 400 meter estafette waar ze de tweede snelste tijd neerzetten achter Hongarije. Met Marrit Steenbergen in het team wonnen ze de finale en zwommen ze zeven seconden sneller. Op de Wereldkampioenschappen zwemsporten 2023 behaalde Van Kooten de vijftiende plaats in de halve finales van de 200 meter vrije slag. Op de 4× 200 meter met Marrit Steenbergen, Imani de Jong en Silke Holkenborg behaalde ze de zesde plaats. Een jaar later behaalde Van Kooten op de Wereldkampioenschappen zwemsporten 2024 in Doha op de 4× 100 meter met Kim Busch, Milou van Wijk en Kira Toussaint de vierde plaats in de halve finale. In de finale met Marrit Steenbergen waren de Nederlandse zwemsters 4 seconden sneller en versloegen ze Australië met 0,32 seconden verschil en gingen met de gouden medaille aan de haal. Individueel eindigde Van Kooten op de 200 meter vrije slag op de zestiende plaats in de halve finale. de 4× 200 meter vrije slag met Imani de Jong, Marrit Steenbergen en Silke Holkenborg bereikte ze de finale waarin het Nederlandse viertal zich naar de zevende plaats zwom.
In 2024 trad Van Kooten met de estafetteploeg aan op de Olympische Zomerspelen 2024 in Parijs. In de voorrondes zwom ze met Imani de Jong, Marrit Steenbergen en Silke Holkenborg de twaalfde tijd, wat onvoldoende was voor het behalen van de finale.

## Internationale toernooien
| Jaar | Olympische Spelen                       | WK langebaan | WK kortebaan | EK langebaan                                                                  | EK kortebaan |
| ---- | --------------------------------------- | --- | ------------ | ----------------------------------------------------------------------------- | ------------ |
| 2022 |                                         | |              | 4× 200 meter vrije slag estafette · 28e 200m vrije slag · 29e 400m vrije slag |              |
| 2023 |                                         | 15e 200m vrije slag 6e 4×200m vrije slag estafette                                                                                            |              |                                                                               |              |
| 2024 | 12e plaats 4× 200m vrije slag estafette | 4× 100m vrije slag estafette · 16e plaats 200m vrije slag · 7e plaats 4 × 200m vrije slag estafette · 6e plaats 4 × 100m vrije slag estafette |              |                                                                               |              |

## Persoonlijke records
Bijgewerkt tot en met 7 augustus 2024
Kortebaan
| Afstand         | Tijd    | Datum            | Plaats   |
| --------------- | ------- | ---------------- | -------- |
| 200m vrije slag | 1.56,83 | 18 december 2022 | Den Haag |
| 400m vrije slag | 4.05,92 | 16 december 2022 | Den Haag |

Langebaan
| Afstand         | Tijd    | Datum        | Plaats     |
| --------------- | ------- | ------------ | ---------- |
| 200m vrije slag | 1.58,12 | 25 juli 2023 | Fukuoka    |
| 400m vrije slag | 4.11,20 | 8 jumi 2023  | Amersfoort |

Estafette
| Afstand            | Tijd    | Datum            | Plaats |
| ------------------ | ------- | ---------------- | ------ |
| 4× 100m vrije slag | 3:36.61 | 10 februari 2024 | Doha   |
| 4× 200m vrije slag | 7:54.07 | 10 augustus 2022 | Rome   |